# Tiszabő
Tiszabő är en ort i Ungern.   Den ligger i provinsen Jász-Nagykun-Szolnok, i den centrala delen av landet, 110 km öster om huvudstaden Budapest. Tiszabő ligger 83 meter över havet och antalet invånare är 2 000.
Terrängen runt Tiszabő är mycket platt. Runt Tiszabő är det ganska tätbefolkat, med 90 invånare per kvadratkilometer. Närmaste större samhälle är Törökszentmiklós, 13,9 km söder om Tiszabő. Trakten runt Tiszabő består till största delen av jordbruksmark.